# Circunscripción electoral de Guadalajara

Circunscripción de Guadalajara
Cortes Generales* Congreso: 3 diputados (de 350)
- Senado: 4 senadores (de 266)Cortes de Castilla-La Mancha* 5 diputados (de 33)

Guadalajara es una de las 52 circunscripciones electorales utilizadas como distritos electorales desde 1977 para la Cámara Baja de las Cortes Generales de España, el Congreso de los Diputados, y una de las 59 de la Cámara Alta, el Senado.
La provincia constituye también una de las cinco circunscripciones para el parlamento autonómico unicameral, las Cortes de Castilla-La Mancha.

## Ámbito y sistema electoral
En virtud de los artículos 68.2 y 69.2 de la Constitución Española de 1978 los límites de la circunscripción deben ser los mismos que los de la provincia de Guadalajara, y en virtud del artículo 140, su ámbito sólo puede modificarse con la aprobación del Congreso. El voto es sobre la base de sufragio universal secreto. En virtud del artículo 12 de la constitución, la edad mínima para votar es de 18 años.
En el caso del Congreso de los Diputados, el sistema electoral utilizado es a través de una lista cerrada con representación proporcional y con escaños asignados usando el método D'Hondt. Sólo las listas electorales con el 3 % o más de todos los votos válidos emitidos, incluidos los votos «en blanco», es decir, para «ninguna de las anteriores», se pueden considerar para la asignación de escaños. En el caso del Senado, el sistema electoral sigue el escrutinio mayoritario plurinominal. Se eligen cuatro senadores y los partidos pueden presentar un máximo de tres candidatos. Cada elector puede escoger hasta tres senadores, pertenezcan o no a la misma lista. Los cuatro candidatos más votados son elegidos.

## Cortes de Castilla-La Mancha

### Diputados obtenidos por partido (1983-2023)
|                        | Partido Socialista de Castilla-La Mancha | PSCM-PSOE  | 3  | 3  | 4 | 3 | 4 | 4 | 3 | 3 | 2 | 3 | 2 |
|                        | Partido Popular de Castilla-La Mancha    | PP-CLM     | 4a | 3a | 3 | 4 | 3 | 3 | 4 | 5 | 2 | 1 | 2 |
|                        | Vox                                      | VOX        |    |    |   |   |   |   |   |   | 0 | 0 | 1 |
|                        | Ciudadanos-Partido de la Ciudadanía      | CS         |    |    |   |   |   |   |   |   | 0 | 1 | 0 |
|                        | Unidas Podemos                           | PODEMOS-IU |    |    |   |   |   |   |   |   | 1 | 0 | 0 |
| Partidos desaparecidos |                                          |            |    |    |   |   |   |   |   |   |   |   |   |
|                        | Centro Democrático y Social              | CDS        | 0  | 1  | 0 | 0 | 0 | 0 | 0 |   |   |   |   |
| Total                  | Total                                    | Total      | 7  | 7  | 7 | 7 | 7 | 7 | 7 | 8 | 5 | 5 | 5 |

a Los resultados corresponden a los de Coalición Popular: Alianza Popular-Partido Demócrata Popular-Unión Liberal (AP-PDP-UL).

## Congreso de los Diputados

### Diputados obtenidos por partido (1977-2023)
| Candidatura            | Candidatura     | 1977 | 1979 | 1982 | 1986 | 1989 | 1993 | 1996 | 2000 | 2004 | 2008 | 2011 | 2015 | 2016 | 2019 (I) | 2019 (II) | 2023 |
| ---------------------- | --------------- | ---- | ---- | ---- | ---- | ---- | ---- | ---- | ---- | ---- | ---- | ---- | ---- | ---- | -------- | --------- | ---- |
|                        | Partido Popular | 0*   | 0    | 1*   | 2*   | 2    | 2    | 2    | 2    | 2    | 2    | 2    | 1    | 2    | 1        | 1         | 1    |
|                        | PSOE            | 1    | 1    | 2    | 1    | 1    | 1    | 1    | 1    | 1    | 1    | 1    | 1    | 1    | 1        | 1         | 1    |
|                        | Vox             |      |      |      |      |      |      |      |      |      |      |      | 0    | 0    | 0        | 1         | 1    |
|                        | Ciudadanos      |      |      |      |      |      |      |      |      |      |      |      | 1    | 0    | 1        | 0         |      |
| Partidos desaparecidos |                 |      |      |      |      |      |      |      |      |      |      |      |      |      |          |           |      |
|                        | UCD             | 2    | 2    | 0    |      |      |      |      |      |      |      |      |      |      |          |           |      |
| Total                  | Total           | 3    | 3    | 3    | 3    | 3    | 3    | 3    | 3    | 3    | 3    | 3    | 3    | 3    | 3        | 3         | 3    |

- En las Elecciones generales de 1986, el Partido Popular se presentó como Coalición Popular (CP).

## Senado

### Senadores obtenidos por partido (1977-2023)
| Candidatura            | Candidatura     | 1977 | 1979 | 1982 | 1986 | 1989 | 1993 | 1996 | 2000 | 2004 | 2008 | 2011 | 2015 | 2016 | 2019 (I) | 2019 (II) | 2023 |
| ---------------------- | --------------- | ---- | ---- | ---- | ---- | ---- | ---- | ---- | ---- | ---- | ---- | ---- | ---- | ---- | -------- | --------- | ---- |
|                        | Partido Popular | 0*   | 0    | 1*   | 3*   | 3    | 3    | 3    | 3    | 3    | 3    | 3    | 3    | 3    | 1        | 2         | 3    |
|                        | PSOE            | 1    | 1    | 3    | 1    | 1    | 1    | 1    | 1    | 1    | 1    | 1    | 1    | 1    | 3        | 2         | 1    |
| Partidos desaparecidos |                 |      |      |      |      |      |      |      |      |      |      |      |      |      |          |           |      |
|                        | UCD             | 3    | 3    | 0    |      |      |      |      |      |      |      |      |      |      |          |           |      |
| Total                  | Total           | 4    | 4    | 4    | 4    | 4    | 4    | 4    | 4    | 4    | 4    | 4    | 4    | 4    | 4        | 4         | 4    |

- En las Elecciones generales de 1977, el Partido Popular se presentó como Alianza Popular (AP).
- En las Elecciones generales de 1982, el Partido Popular se presentó como Alianza Popular-Partido Demócrata Popular (AP-PDP).
- En las Elecciones generales de 1986, el Partido Popular se presentó como Coalición Popular (CP).